# ترخانة
الترخانة (بالفارسية: ترخينه، ترخانه، ترخوانه) (بالتركية: Tarhana) هو مكون غذائي مجفف من خليط مخمر من الحبوب والزبادي أو الحليب المخمر، الموجود في مطابخ آسية الوسطى وجنوب شرق أوربة والشرق الأوسط. الترخانة الجافة لها قوام من الفتات الخشنة غير المتساوية، يغلب أن تطبخ حساءً كثيفًا بالماء أو المرق أو الحليب. تبقى بروتينات الحليب مدة طويلة لأنه حمضي ومنخفض الرطوبة. تشبه الترخانة بعض أنواع الكشك.

## الإعداد

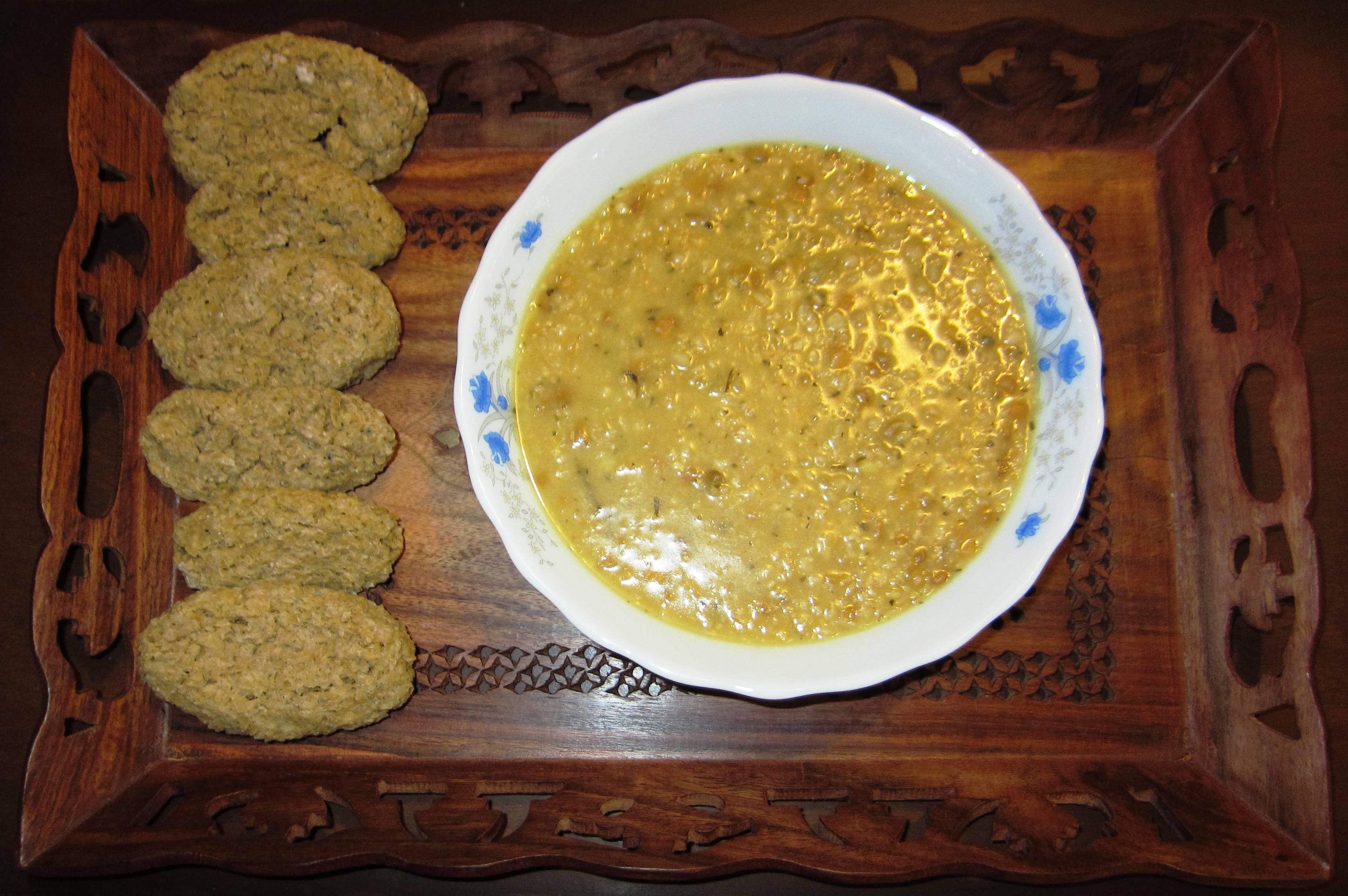
ترخانة صلبة عن يسار ومحضرة عن يمين

تُحضّر الترخانة عن طريق خلط الدقيق واللبن أو الإذل والخضروات المطبوخة اختياريًا والملح والجريش والتوابل (لا سيما عشبة الترخانة [الإنجليزية])، وترك الخليط يتخمر ثم يَجِفف، ويُطحن ويغربل. ينتج عن التخمير حمض اللبنيك ومركبات أُخَر تعطي الترخانة طعمها الحامض المميز وخصائص حفظ جيدة: ينخفض الرقم الهدروجيني إلى 3.4-4.2 ، وتقلل خطوة التجفيف محتوى الرطوبة إلى 6-10٪، ما ينتج عنه وسط غير مضياف لمسببات الأمراض وفساد الكائنات الحية، مع الحفاظ على بروتينات الحليب.

## التحضير
تُطهى التخانة على هيئة حساء كثيف عن طريق إضافته إلى المرقة أو الماء أو الحليب ثم طهيه على نار هادئة. ويمكن قليه ثم طهيه في نفس القدر من السائل الذي سيمتصه.
يُصنع في ألبانيا من دقيق القمح والزبادي إلى قطع صغيرة تشبه المعكرونة تُجفف وتسحق؛ يستخدم المسحوق في طهي الحساء الذي يقدم مع مكعبات الخبز. من الشائع في قبرص إضافة مكعبات من جبن الحلوم في نهاية الطهي. 